# F.P.1 antwortet nicht
F.P.1 antwortet nicht is een sciencefictionfilm van Karl Hartl uit 1932, gebaseerd op de gelijknamige roman van Curt Siodmak. Hartl maakte in 1933 nog een Engelse en een Franse versie, respectievelijk Floating Platform 1 Does Not Answer en I.F.1 Ne Repond Plus getiteld. De Duitse versie was de laatste film die Peter Lorre maakte voordat hij het naziregime ontvluchtte en naar Hollywood emigreerde.

## Plot
De Lennartz Company bouwt een gigantisch drijvend platform in de Atlantische Oceaan, F.P.1 genoemd. Dankzij dit platform zijn langeafstandsvluchten makkelijker te realiseren. De beroemde vliegenier Elissen (Hans Albers) is verliefd op Claire Lennartz (Sybille Schmitz), de erfgename van de Lennartz Company. Wanneer hij op een keer naar F.P.1 terugkeert, merkt hij dat hij haar is kwijtgeraakt aan zijn vriend Droste (Paul Hartmann), de geestelijke vader van het platform.

## Cast
Duitse versie (F.P.1 antwortet nicht)
| Acteur            | Personage                 |
| ----------------- | ------------------------- |
| Hans Albers       | Ellissen                  |
| Sybille Schmitz   | Claire Lennartz           |
| Paul Hartmann     | Kapitänleutnant Droste    |
| Peter Lorre       | Bildreporter Jonny        |
| Hermann Speelmans | Chefingenieur Damsky      |
| Erik Ode          | Konrad Lennartz           |
| Werner Schott     | Matthias Lennartz         |
| Gustav Püttjer    | Mann mit der Fistelstimme |
| Georg John        | Maschinist                |

Engelse versie (Floating Platform 1 Does Not Answer)
| Acteur           | Personage                  |
| ---------------- | -------------------------- |
| Conrad Veidt     | Maj. Ellissen              |
| Jill Esmond      | Claire Lennartz            |
| Leslie Fenton    | Capt. B.E. Droste          |
| Donald Calthrop  | Sunshine, the Photographer |
| George Merritt   | Lubin                      |
| William Freshman | Conrad Lennartz            |
| Nicholas Hannen  | Matthias Lennartz          |

Franse versie (I.F.1 Ne Repond Plus)
| Acteur          | Personage           |
| --------------- | ------------------- |
| Charles Boyer   | Ellissen            |
| Danielle Parola | Claire Lennartz     |
| Jean Murat      | Capitaine Droste    |
| Marcel Vallée   | Damsky, le saboteur |
| Pierre Piérade  | Le photographe      |